# 꼬마영웅 바비
《꼬마영웅 바비》(Bobby the Hedgehog)는 미국에서 제작된 지안밍 후앙 감독의 2016년 애니메이션, 모험, 코미디 영화이다. 딩성 등이 제작에 참여하였다.

## 출연

### 주연
- 김명준
- 최낙윤
- 안현서
- 이인석
- 김주호
- 김민성
- 캐리 월그렌
- 체비 체이스
- 존 헤저
- 젠 맥앨리스터
- 안토니 파딜라
- 이안 헤콕스

## 기타
- 번역: 조윤정